# Fixed Bayonets!
Fixed Bayonets is een Amerikaanse oorlogsfilm van Sam Fuller die werd uitgebracht in 1951.
Dit is Fullers tweede film over de Koreaanse Oorlog, na The Steel Helmet (1951). De film is gebaseerd op de roman van John Brophy. James Dean maakte zijn (bescheiden) filmdebuut als soldaat in deze film. 

## Verhaal
1950-1951. De eerste winter van de Koreaanse Oorlog. Een Amerikaans 48 man sterk peloton krijgt de opdracht een achterhoede te vormen en een knelpunt te verdedigen. Die missie moet de gedwongen terugplooiing van hun hele divisie over een onbeschutte brug verdoezelen.
Onder het bevel van luitenant Gibbs moeten de mannen tot elke prijs standhouden in de barre kou. Korporaal Denno, een man die het heel moeilijk heeft met het nemen van verantwoordelijkheid voor andermans leven, ziet zijn oversten een na een sneuvelen en ziet zich gedwongen het bevel over te nemen.

## Rolverdeling
| Acteur           | Personage                    |
| ---------------- | ---------------------------- |
| Richard Basehart | korporaal Denno              |
| Gene Evans       | sergeant Rock                |
| Michael O'Shea   | sergeant Lonergan            |
| Richard Hylton   | hospik John Wheeler          |
| Skip Homeier     | Whitey                       |
| David Wolfson    | Bigmouth                     |
| Henry Kulky      | Vogl                         |
| Craig Hill       | luitenant Gibbs              |
| James Dean       | Doggie (niet op de generiek) |